# Mont Huaguo
Mont Huaguo (xinès tradicional: 花果山; pinyin: Huāguǒ Shān; Wade–Giles: Hua kuo Shan; japonés: Kakazan; vietnamita: Hoa Quả Sơn) o Muntanya de les flors i la fruita, és un lloc important que apareix en la novel·la clàssica xinesa, Viatge a l'Oest. És també el nom d'una popular destinació turística a conseqüència de la fama d'aquesta obra.

## Viatge a l'Oest
En aquesta obra, aquesta muntanya és localitza en el país d'Aolai (傲來) en el Continent Oriental del Déu Suprem (xinès simplificat: 东胜神州; xinès tradicional: 東勝神州; pinyin: Dōng Shèngshenzhōu; Wade–Giles: ung Sheng shen Chou). És conegut com el lloc de naixement de Sun Wukong (el Rei Mico), un protagonista de la novel·la. La gran muntanya conté molts dimonis i micos entre la seva població i posseeix àrees amagades, com la cova Shuilian. Després que Sun Wukong, amb valentia, aconseguís entrar en aquesta cova a través d'una gran cascada, els habitants de la muntanya el reconegueren com al seu rei.
Quan Sun Wukong esdevingué rei, aquesta muntanya es civilitzà i s'entrenaren per a futurs conflictes bèl·lics. Aquestes trets és vist en el fet que Sun Wukong sovint va deixar aquesta muntanya per raons, inclosa la seva tasca eventual de protegir el monjo Xuanzang en el seu viatge a la índia.

## Ubicació
El Mont Huaguo es troba a Yuntai, Jiangsu, a set quilòmetres cap al sud-est de la ciutat de Lianyungang. Fa 625 metres per sobre el nivell del mar i cobreix una àrea de 84,3 km². La zona és una atracció turística popular arran de ser un lloc important a l'obra Viatge a l'Oest.